# Щербачёв, Пётр Александрович
Пётр Александрович Щербачёв (17 июля 1890 — 26 июня 1967) — самарский архитектор.

## Биография

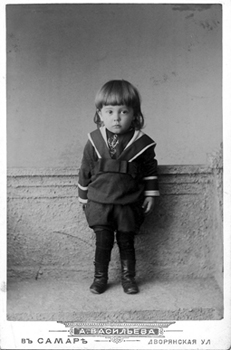
В двухлетнем возрасте

Родился в Самаре, в семье архитектора Александра Щербачёва. Дед по линии матери — П. В. Алабин — выдающийся городской голова Самары, много сделавший в сфере благоустройства города. Петр окончил Самарское реальное училище, продолжил образование в Москве в училище живописи, ваяния и зодчества. После училища путешествовал по Греции, Италии, Австрии, Франции, знакомясь с образцами архитектуры. С 1915 года служил в Самарской городской управе помощником городского архитектора, затем — в Гидрографическом управлении в Минске.
В 1920 г. устроился на должность архитектора отдела гражданских зданий и сооружений службы пути Самаро-Златоустовской железной дороги, где проработал до 1926 года.. Занимал руководящие должности в строительных и архитектурных организациях города:
- с 1926—1930 гг работал в архитектурно-планировочном отделе Самарского горкомхоза
- в 1930—1932 гг работал над проектированием и осуществлением надзора за строительством комплекса зданий штаба ПриВО
- 1933—1938 гг — главный инженер и руководитель архитектурно-строительной группы Крайпроекта
- 1938—1941 гг — главный архитектор Куйбышевского облкомхоза
- 1941—1942 гг — главный архитектор проектной конторы в особого строительства на Безымянке
- 1943—1957 гг — главный архитектор проекта в проектной конторе «Горпроект» в Городском отделе по делам архитектуры[1]

Жена — Таисия Ивановна Щербачёва (23 мая 1890 — 12 декабря 1962), сын — Артемий Петрович Щербачёв (19 января 1926 — 7 апреля 1980). Скончался Пётр Александрович 26 июня 1967 года в городе Куйбышеве, похоронен на городском кладбище.

## Выполненные работы
Пётр Александрович Щербачёв построил и реконструировал более 80 зданий в Самаре.
- Здание управления железной дороги на Комсомольской площади спроектировано в 1923 году и является первым зданием в Самаре, построенным в советское время[2].
- Дом Красной Армии (впоследствии известный как окружной Дом офицеров) спроектирован и построен 1930—1932 годах
- Дом сельского хозяйства (1933)
- штаб ПриВо (1930)
- Дом начсостава ПриВо (1937)
- надгробный памятник генерал-майору, кавалеру Ордена Красного знамени Ивану Дмитриевичу Рыбинскому (1945), удостоенный 1-й премии на конкурсе
- Крытый рынок (1954—1955)
- проект ансамбля Самарской площади.